# 婺城区
婺城区是中國浙江省金华市下辖的一个市辖区。区域总面积为1388平方公里，民间通常将婺城区与金东区合称为“金华”。区人民政府驻宾虹西路2666号。

## 历史沿革

### 前身
春秋时期，金华为越国土地。战国时代，越国被楚国所灭后，金华成为楚地。秦始皇时（公元前222年）分吴越地，置会稽郡乌伤县（治所在今义乌），金华属乌伤县。汉因秦制。王莽改制后乌伤县改名乌孝县。东汉建武元年（25年）恢复乌伤县之名。东汉献帝初平三年（公元192年）分乌伤南乡地（实为西南乡地）置长山县，因县东北长山（即金华山）而名。三国吴宝鼎元年（266年）分会稽郡置东阳郡，郡治在长山县。
隋文帝开皇九年（589年）废郡置婺州，长山县改名吴宁县；开皇十二年又改名为东阳县，至十八年（598年）更名为金华县；唐武则天垂拱四年（688年）改称金山县，唐中宗神龙元年（705年）复名金华县；宋淳化元年（990年）为婺州保宁军；元世祖至元十三年（1276年）金华县为婺州路治。
朱元璋戊戌年（1358年）金华县为宁越府治，庚子年（1360年）改为金华府治；明清二朝五百五十年间，均为金华府治所在地。
民国元年（1912年）浙江光复时府废，金华县直属浙江省，民国三年（1914年）设金华道，辖金华、衢州二府地，道府治在金华县，民国十六年（1926年）道废，金华县又属浙江省，民国二十一年（1932年）设浙江省第四行政督察专员公署于金华，民国三十六年（1947年）改浙江省第八行政督察专员公署于义乌，金华县属之。
1949年5月，中国人民解放军占领金华，设金华县，10月析金华县城区设金华市。1950年撤金华市并入金华县，1951年仍分设金华县、金华市，1958年撤汤溪县，除两个乡并入兰溪外，余均并入金华县；1959年撤销龙游县，其中湖镇区并入金华县。其后金华县城区曾两度设县级市，1981年金华县称金华市，1983年恢复龙游县其湖镇区仍划归龙游县。

### 建制史

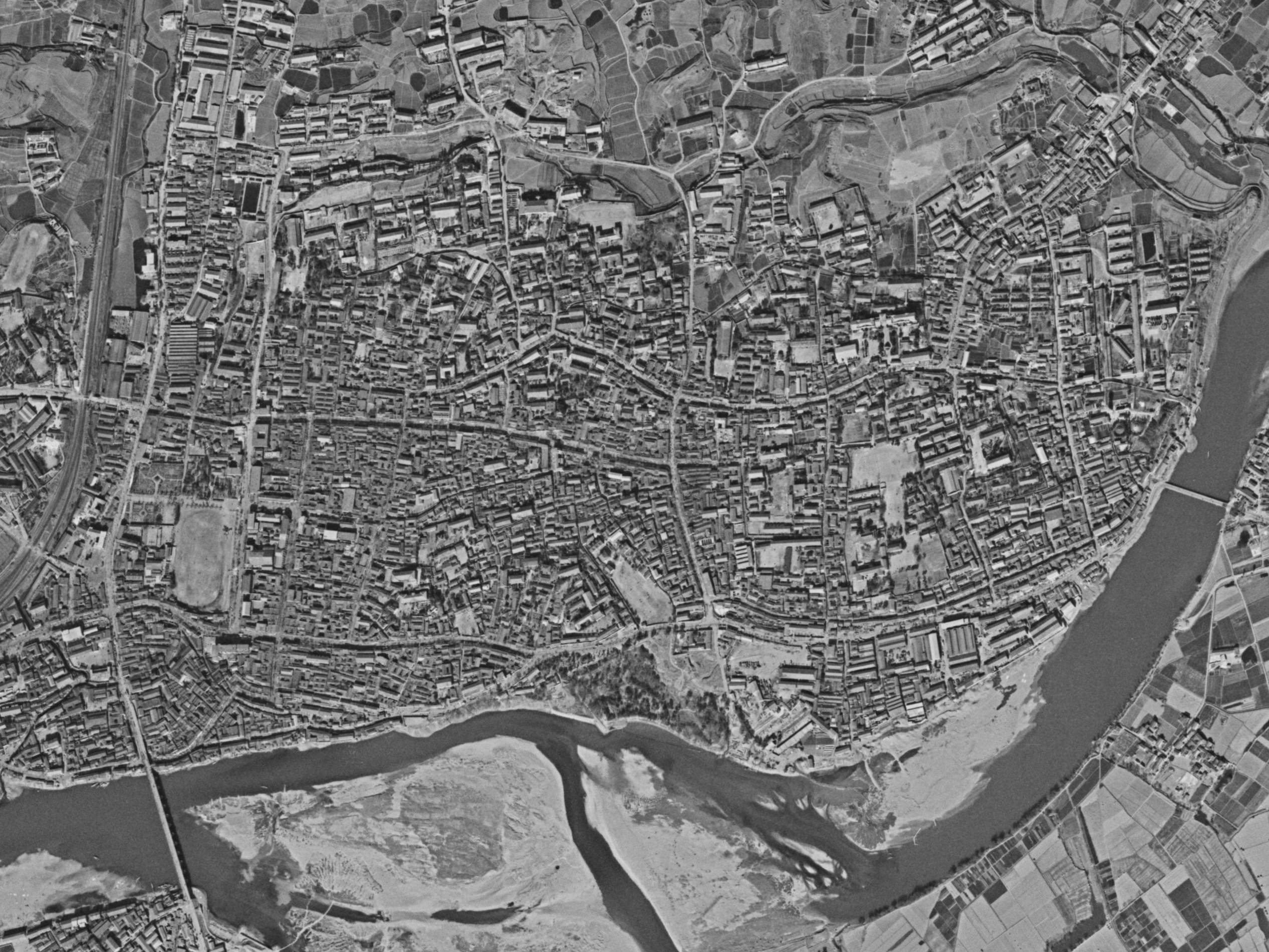
金华老城区卫星图（1972年）

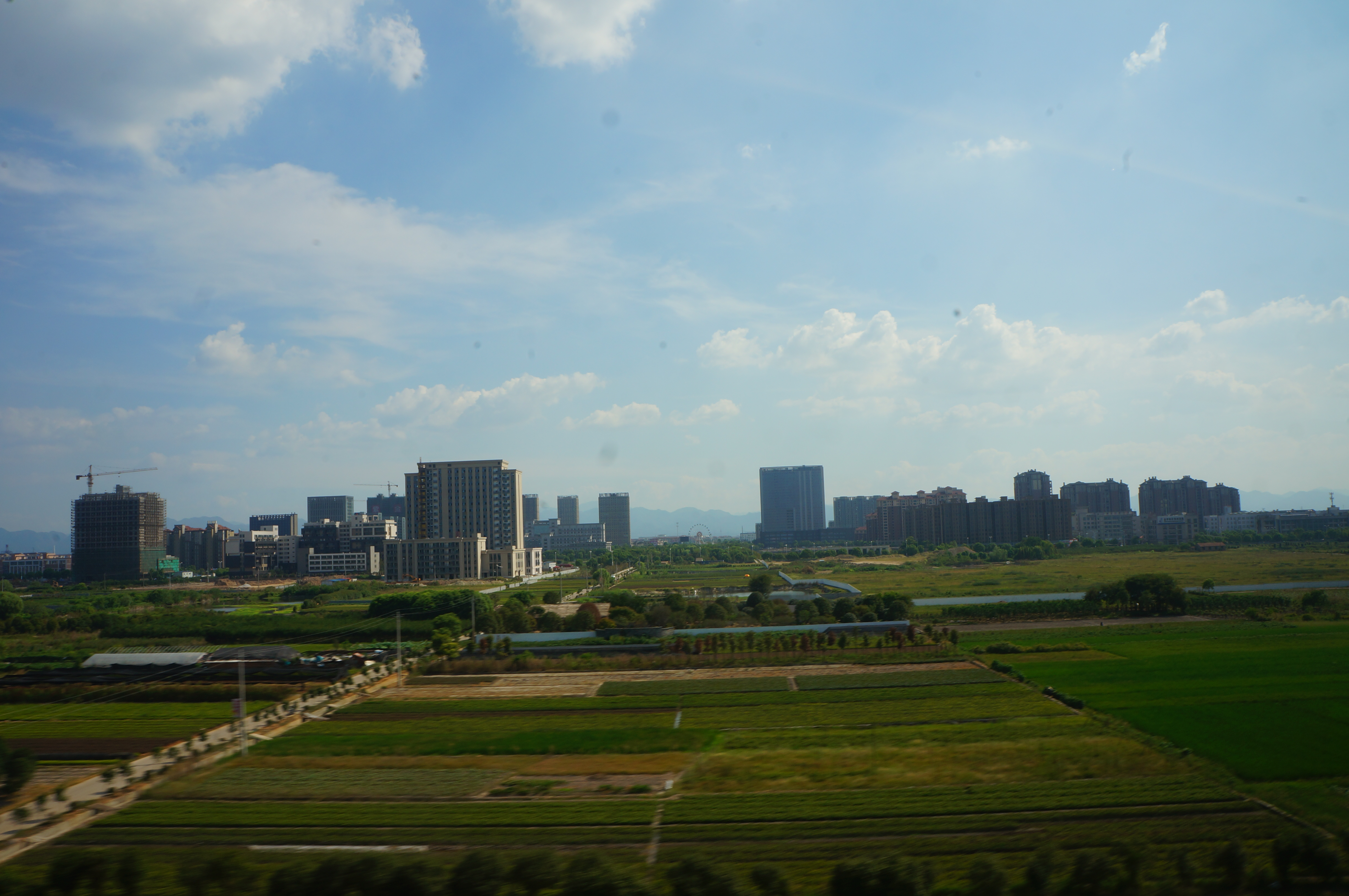
婺城新区

1985年撤地建市，原金华市分设婺城区、金华县；2000年撤销金华县扩大婺城区，设立金东区，原金华县的汤溪等14个乡镇划入婺城区，原婺城区的仙桥等3个乡镇划入金东区。
2004年，区人民政府驻地由城中街道西移至婺城新区所在的白龙桥镇，以配合金华市委市政府“一中心两翼两三角”的战略构想。

## 行政区划
婺城区下辖9个街道办事处、9个镇、9个乡：
城东街道、城中街道、城西街道、城北街道、江南街道、三江街道、西关街道、秋滨街道、新狮街道、罗店镇、雅畈镇、安地镇、白龙桥镇、琅琊镇、蒋堂镇、汤溪镇、罗埠镇、洋埠镇、乾西乡、竹马乡、长山乡、箬阳乡、沙畈乡、塔石乡、岭上乡、莘畈乡和苏孟乡。

## 人口
2022年初全区户籍管理人口为38.68万人，其中男性19.22万人，女性19.46万人；全年出生人口2458人，人口出生率为6.35‰，死亡人口2336人，死亡率为6.04‰，人口自然增长率为0.31‰。 2022年初常住人口为97.06万人，其中城镇常住人口为75.18万人。户籍人口总数为65.77万人。

## 方言
婺城區境內的方言主要是金華話和湯溪話。東部通用金華話，西部（原湯溪縣地區）通用湯溪話。在西南部山區有畲話以及個別未明的方言（如安地鎮山道村方言，塔石鄉張村、大茗一帶的方言）。

## 交通
- 沪昆铁路、金千铁路、沪昆高速铁路、新金温铁路：金华站
- 沪昆铁路：金华东站
- 金华轨道交通金义东线：金华站、双溪西路站、八一南街站